# Frozen north
Frozen north is het debuutalbum van Radio Massacre International (RMI). RMI begon in een tijd dat de elektronische muziek in een dal zat. De komst van met name de jaren ‘80 synthesizers maakte het genre niet populair, een enkeling als Vangelis en/of Jean Michel Jarre daargelaten. Ook binnen dit genre had de punk invloeden, kortere stukken, geen eindeloze soli en minder toetsinstrumenten was eind jaren ‘70 het devies. De groepen/artiesten, zoals Tangerine Dream en Klaus Schulze, die het juist daarvan moesten hebben, verdwenen (meer) naar de achtergrond. Tegen deze algemene wijziging in de muziekstromingen probeerden anderen hun muziek te slijten. Vaak ging dat gepaard met opnamen die alleen verschenen op muziekcassettes of bij zelf opgerichte platenlabels. 
RMI had een langzame start en vond in Centaur Discs Ltd. een partner om hun muziek te verspreiden.  Centaur Discs Ltd. was niets anders dan een hobbyclub van een cd-zaak in Dundee, gespecialiseerd in elektronische muziek. Toch viel het album direct op bij de liefhebbers van dat genre en met name diegenen, die liefhebber waren van elektronische muziek uit de Berlijnse School voor elektronische muziek. Frozen north is een album met muziek, die nauw verwant is aan de muziek die Tangerine Dream in hun beginperiode maakte. Dus lange stukken met lange soli en volop (analoge) synthesizerapparatuur.
De band had zoveel opnamen gemaakt, dat het niet op een dubbel-cd paste. Burned and frozen bevat opnamen, die niet op dit album bijgeperst konden worden.    

## Musici
- Steve Dinsdale – toetsinstrumenten, percussie, elektronica
- Duncan Goddard – toetsinstrumenten, basgitaar, elektronica
- Gary Houghton – gitaar, elektronica

## Muziek
Alle van RMI

| Nr. | Titel                               | Duur  |
| --- | ----------------------------------- | ----- |
| 1.  | Wrecks                              | 20:44 |
| 2.  | What's the point of going to Crete? | 8:25  |
| 3.  | Small frozen north                  | 7:39  |
| 4.  | Rosemary's Baby                     | 7:24  |
| 5.  | Drown                               | 20:40 |

| Nr. | Titel           | Duur  |
| --- | --------------- | ----- |
| 1.  | Frozen north I  | 28:33 |
| 2.  | Frozen north IV | 40:16 |

De verhouding tussen RMI en Centaur bekoelde in de loop der jaren zo erg, dat er strijd geleverd werd om de rechten. Het album is in zijn originele vorm niet meer verkrijgbaar, wel een downloadversie (gegevens 2011).